# イソブテン
イソブテン (isobutene) またはイソブチレン (isobuthylene) とは工業的に重要な炭化水素で、枝分かれ状に 4 個の炭素を持つアルケン。ブテンの構造異性体のひとつ。可燃性を持ち、常温常圧で無色の気体。

## 用途
イソブテンは合成中間体としてさまざまに用いられる。メタノールやエタノールと付加させると、ガソリンの添加剤として用いられるメチルtert-ブチルエーテル (MTBE) やエチルtert-ブチルエーテル (ETBE) が得られる。やはりガソリンに加えられるイソオクタンも、イソブテンのアルキル化で合成される。メタクロレインの原料ともなる。フェノールもしくは 4-メトキシフェノールとイソブテンのフリーデル・クラフツ反応により、抗酸化剤のジブチルヒドロキシトルエン (BHT) やブチルヒドロキシアニソール (BHA) が作られる。また、イソブテンが重合するとポリイソブチレンとなる。ブチルゴムはイソブテンを含む共重合体である。

## 製造
イソブテンは石油精製ストリームから硫酸と反応させて単離できるが、通常はイソブタンの触媒による脱水素化によって製造される。1990 年代に、MTBE や ETBE の需要増に合わせイソブテンの製造量も大きく増した。北米では Texas Petrochemicals や Lyondell が主要な製造元である。また、アセトンやキシロースやセルロースから製造する方法もあり、バイオイソブテンの製法として光を浴びている。

## 危険性
イソブテンは可燃性が高い気体であるため、爆発を避けなければならない。